# Residência de Wurtzburgo

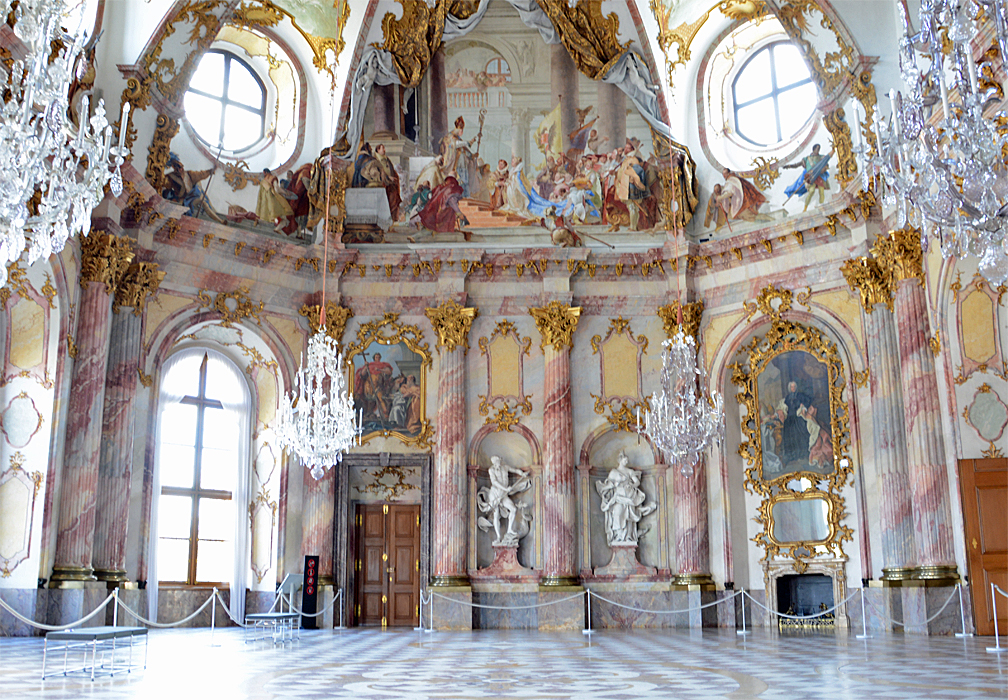
Salão Imperial

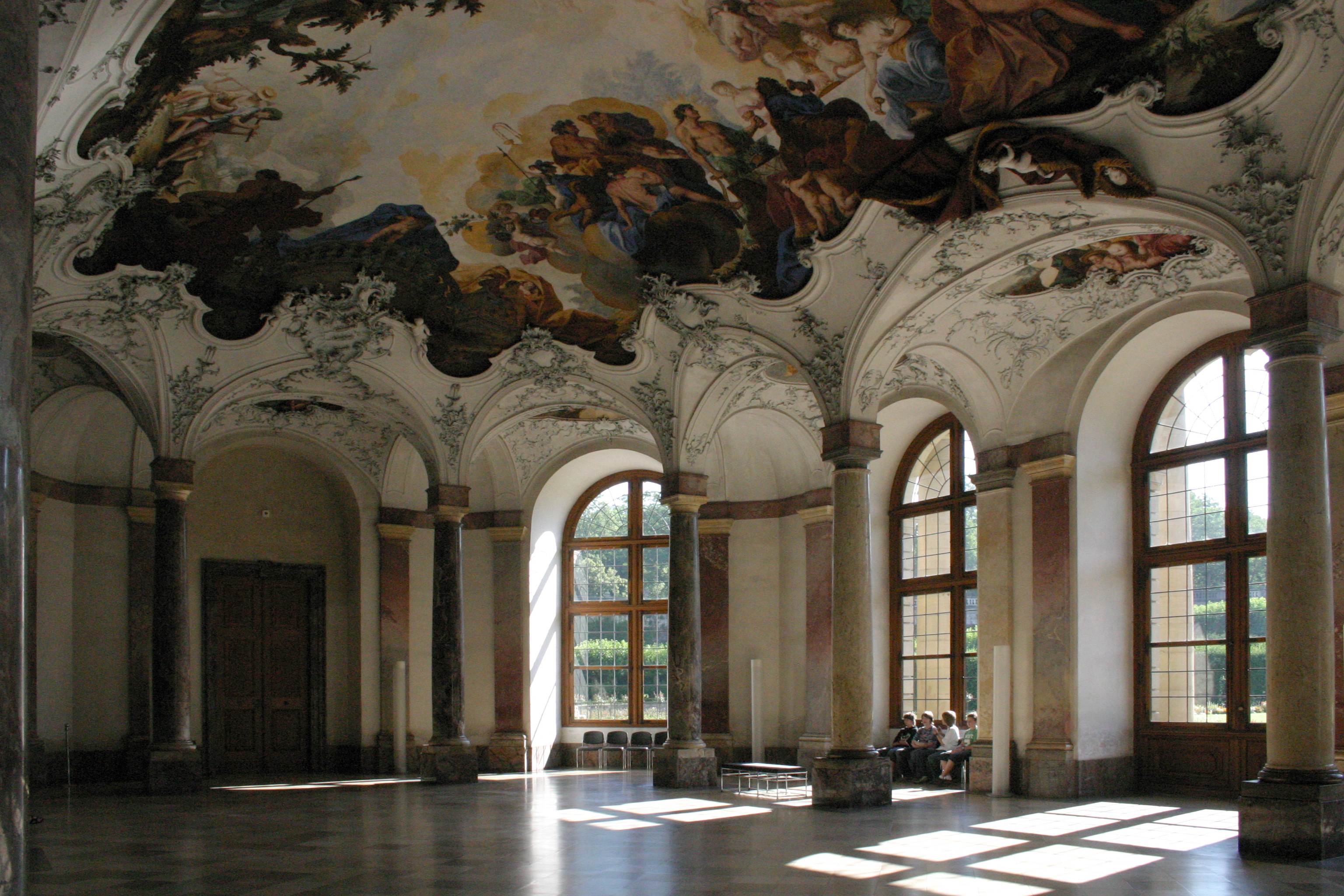
Salão do jardim

A Residência de Würzburgo, de Wurtzburgo ou de Vurzburgo (em alemão Würzburger Residenz) é um palácio da Alemanha localizado em Wurtzburgo (Würzburg), uma cidade situada na região administrativa da Baixa Francónia, estado da Baviera. Foi mandada construir pelo príncipe-bispo de Würzburg, Johann Philipp Franz von Schönborn, e pelo seu irmão Friedrich Carl von Schönborn, entre 1720 e 1744.
Foi desenhada por vários dos principais arquitectos do barroco. Lucas von Hildebrandt e Maximilian von Welsch, representantes de proa do barroco da Áustria/Sul da Alemanha, estiveram envolvidos na sua construção, assim como Robert de Cotte e Germain Boffrand, proeminentes arquitectos do estilo francês. Balthasar Neumann, arquitecto da corte do bispo de Würzburg, foi o principal arquitecto da residência.
O pintor veneziano Giovanni Battista Tiepolo, assistido pelo seu filho, Giovanni Domenico Tiepolo, pintou afrescos no edifício. Entre as características mais espectaculares do interior encontram-se a grande escadaria, a capela e o grande salão. O palácio foi apelidado por Napoleão Bonaparte como "mais simpática Residência de prelados da Europa". A Residência foi severamente danificada durante a Segunda Guerra Mundial, tendo as obras de restauro progredido a partir de 1945.

## História da construção

### Príncipe-bispo Johann Philipp Franz von Schönborn (1719-1724)
A residência dos príncipes-bispos de Würzburg localizou-se na Festung Marienberg (Fortaleza de Marienberg)  até ao início do século XVIII. Johann Philipp Franz von Schönborn (1719 - 1724) mudou a Corte para um palácio erguido entre 1701 e 1704, o predecessor da Würzburger Residenz. No entanto, o palácio bastante pequeno não condizia com a posição de Johann Philipp Franz como monarca absoluto. Desde que ganhou uma soma de 600.000 florins (uma fortuna para a época) num caso de tribunal, occorido no mesmo ano da sua acessão, nada o impedia de empreender a construção de um edifício que proclamasse a todos a sua posição no mundo. Nesta tarefa, foi ardentemente apoiado por dois parentes, o seu tio, o Príncipe-Arcebispo e Príncipe-Eleitor de Mogúncia, Lothar Franz von Schönborn (que confessou estar possuído por um "Bauwurm", um "bichino das construções") e o seu irmão Friedrich Carl von Schönborn, reformador da Corte de Justiça Imperial de Viena. Ambos forneceram ideias e, crucialmente, artistas dos seus círculos. A primeira pedra foi colocada no dia 22 de Maio de 1720. A construção começou pelo bloco Norte.

### Príncipe-bispo Christoph Franz von Hutten (1724-1729)
O príncipe-bispo Christoph Franz von Hutten não demonstrou grande interesse na construção de um palácio tão grande. Só desejou que o Bloco Norte ficasse concluído, o que viria a aontecer no ano da sua morte, em 1729. Todos os outros trabalhos foram interrompidos.

### Príncipe-bispo Friedrich Karl von Schönborn (1729-1746)

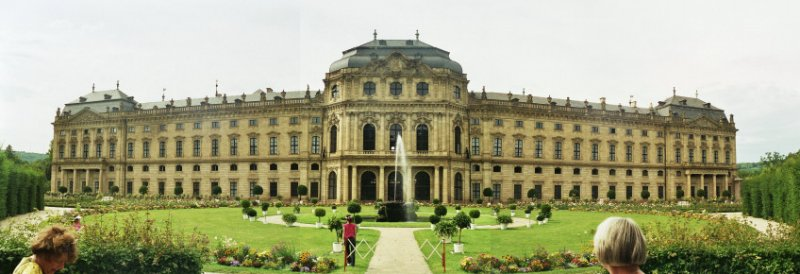
Vista panorâmica da fachada do jardim.

A von Hutten sucedeu o Príncipe-Bispo Friedrich Karl von Schönborn, que retomou as obras em grande escala. No ano de 1730, começaram os trabalhos no Bloco Sul. Entre 1732 e 1733 a fachada do Pátio de Honra ficou concluída. A partir de 1735 a construção do edifício central desenvolveu-se com a participação de Lucas von Hildebrandt. Ao mesmo tempo, foram realizadas as decorações da Capela da Corte, consagrada em 1743. Em 1737 foi construída a escadaria principal. Neumann desenhou, inicialmente, duas escadarias principais similares, com uma outra escadaria idêntica do outro lado do vestíbulo.
A fachada do jardim ficou concluída em 1740 e a totalidade da estrutura exterior em Dezembro de 1744. Em 1742 aconteceu a competição entre os tectos da Galeria do Imperador e da Galeria Branca. A abóbada por cima da escadaria foi colocada em 1743. Entre 1740 e 1745 foram decorados os Apartamentos Imperiais do Sul e o Gabinete dos Espelhos, enquanto Antonio Bossi criava os trabalhos de estuque na Galeria Branca (1744/1745).

### Príncipe-bispo Anselm Franz von Ingelheim (1746-1749)
Durante o governo do príncipe-bispo Anselm Franz von Ingelheim, cessaram todas as obras na Würzburger Residenz até à sua morte, ocorrida em 1749.

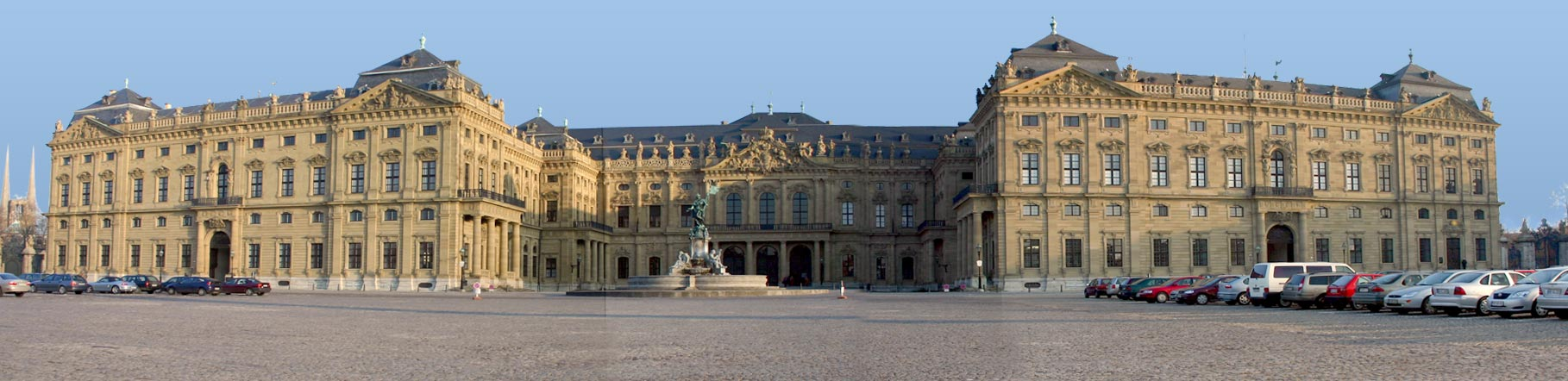
Vista panorâmica da Würzburger Residenz.

### Príncipe-bispo Carl Philipp von Greiffenklau (1749-1754)

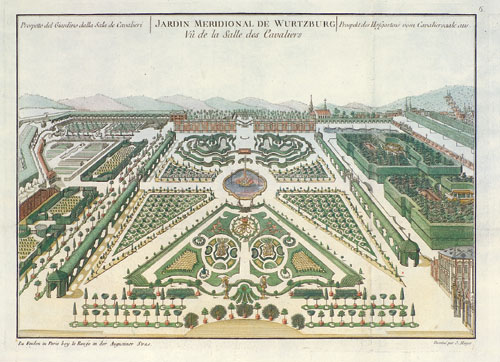
Jardim da Corte em 1770.

Quando Carl Philipp von Greiffenklau se tornou príncipe-bispo, ordenou o reinício das obras. No mesmo ano, Antonio Bossi terminou os trabalhos de estuque na Galeria do Jardim, cujas pinturas ficariam concluídas no ano seguinte. A Galeria Imperial foi decorada com afrescos de Giovanni Battista Tiepolo (1751/1752), assim como o tecto por cima da escadaria (1752/1753). Em 1753, Balthasar Neumann morreu.

### Príncipe-bispo Adam Friedrich von Seinsheim (1755-1779)
Entre 1769 e 1772, Materno e Ludovico Bossi criaram a decoração em estuque por cima da escadaria e nas Primeira e Segunda Salas de Visitas dos Apartamentos Imperiais do Norte.
Ao mesmo tempo, foram concluídas a Grande Sala Laqueada de Verde e a Galeria dos Príncipes. Entre 1776 e 1781 foram decoradas as Salas Ingelheim, incluindo os trabalhos em estuque de Materno Bossi.

## Alterações e destruição

### Alterações no estilo império

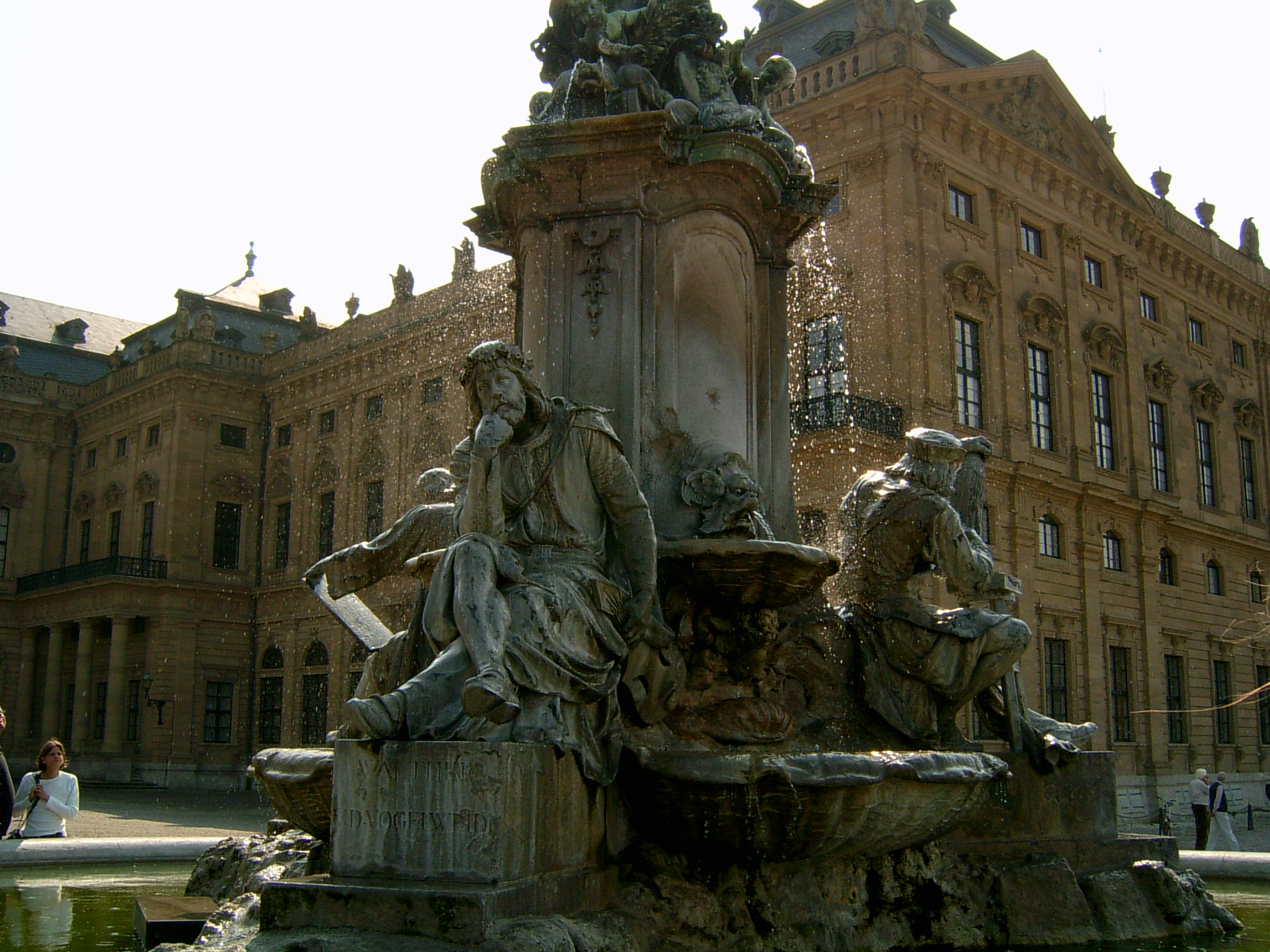
A Fonte da Francónia, Pátio de Honra.

O principado episcopal de Würzburg foi abolido com a secularização. Depois de um interregno de oito anos foi habitado pelo Grão-Duque Ferdinando da Toscânia (reinou entre 1806 e 1814) em 1814. Este soberano teve várias salas no Bloco Sul, as chamadas Salas Toscânia, decoradas em estilo Neoclássico.
O imperador Napoleão dormiu na Würzburger Residenz quando passou por Würzburg, em três ocasiões entre 1806 e 1813. Na sala de dormir dos Apartamentos Imperiais do Norte foi instalada uma cama dupla e mesinhas de cabeceira neoclássicas, para o Imperador e sua esposa Maria-Luísa, em 1812.
Würzburg tornou-se parte do Reino da Baviera.
Os portões em ferro forjado que se encontravam ao longo do Pátio de Honra, os quais separavam efectivamente a área interior da Grande Praça da Residência, foram demolidos em 1821. No seu lugar foi colocada a Fonte da Francónia, criada por Ferdinand von Miller, o Jovem. Esta foi desvelada, em 1894, como um tributo da cidade de Würzburg e de toda a Francónia ao Príncipe Regente Luitpold, que nasceu em 1821 na Würzburger Residenz.

### Destruição durante a Segunda Guerra Mundial

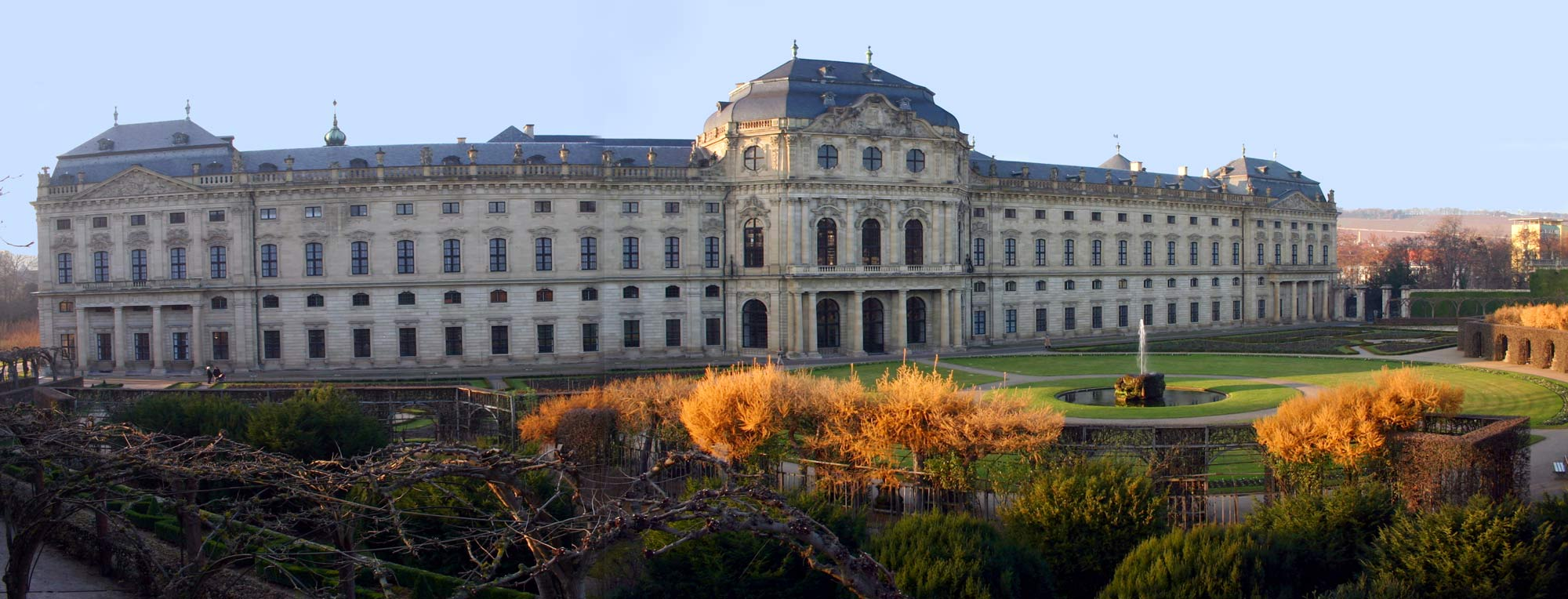
A Würzburger Residenz vista a partir do Jardim da Corte.

Como resultado de um devastador raide aéreo ocorrido no dia 16 de Março de 1945, a Würzburger Residenz ardeu quase completamente. Só o edifício central com o Vestíbulo, Galeria do Jardim, Escadaria, Galeria Branca e Galeria Imperial sobreviveram ao inferno, além dos telhados. A partir dos áticos, o fogo espalhou-se pelos tectos de madeira e soalhos. Todas as mobílias e apainelamentos das paredes que não tinha sido possível armazenar noutro local, foram devorados pelas chamas. Felizmente, muitas das peças de mobiliário e grandes secções dos apainelamentos das paredes, da época das salas, tinham sido removidas a tempo e, por isso, escaparam à destruição. A cúpula em pedra de Neumann resistiu ao colapso do sótão ardente. De qualquer forma, devido ao desaparecimento dos telhados, ocorreriam outros danos no período seguinte, devido à humidade. Na Capela da Corte, por exemplo, a maior parte dos frescos do tecto, criados por Rudolph Byss, sucumbiram em consequência do incêndio, apesar de a cúpula ter permanecido intacta, e tiveram que ser laboriosamente reconstruídos.
Entre 1945 e 1987, o edifício e os seus interiores foram restaurados para o seu estado actual. Os trabalhos de reconstrução ascenderam aos 20 milhões de Euros.

## Inclusão no Património da Humanidade
A Würzburger Residenz, juntamente com os Jardins da Corte e a Praça da Residência, foi inscrita pela UNESCO, em 1981, na Lista do Património Mundial. De acordo com Avaliação do Corpo Consultivo, a inclusão na Lista foi uma medida (...) tão claramente desejável que a proposta da República Federal da Alemanha não necessita de longa justificação (...) A Residência é ao mesmo tempo o mais homogéneo e o mais extraordinário dos palácio barrocos (...) Representa uma realização artística única em virtude do seu ambicioso programa, da originalidade do espírito criativo e do carácter internacional da sua oficina .

## Descríção

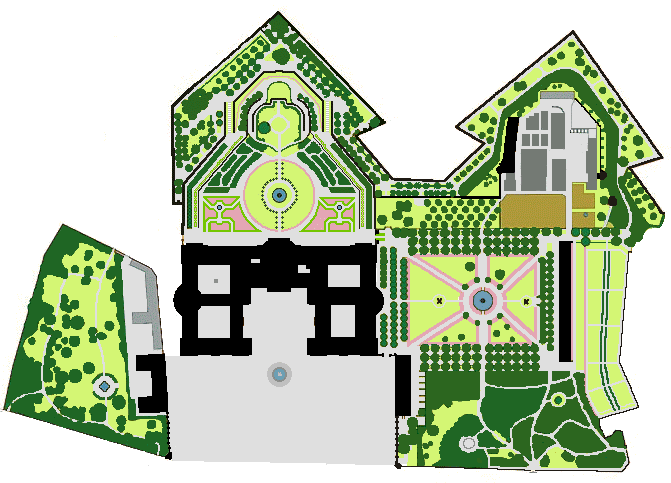
Planta da Würzburg Residence e do Jardim da Corte.

### O edifício
O edifício foi construído numa plataforma de 97 por 167 metros. A residência encontra-se organizada em volta de vários pátios. No lado da cidade, um pátio de honra é omisso. Isso faz da Würzburger Residenz um edifício com um compromisso entre três alas, como os solares de Weißenstein e Pommersfelden ou as redidências de cidade, organizadas em volta de pátios, como se podia ver em Munique ou em Viena. Originalmente, o Pátio de Honra era limitado por um gradeamento, uma obra prima em ferro forjado, demolida em 1821 porque o habitante do momento, um membro da família do Rei da Baviera, não gostava dele.
A residência tem quase 400 salas. A maior parte do palácio é ocupada por um museu e por organizações da Universidade de Würzburg.

#### A escadaria
No barroco, a escadaria ganhou em importância como uma sala de recepção formal. Na escadaria da Würzburger Residenz, a abóbada estende-se por uma área de 18 por 30 metros, sem o recurso a pilares, uma verdadeira obra-prima da construção com uma altura máxima de 23 metros. O pintor veneziano Giovanni Battista Tiepolo decorou a abóbada com um afresco, expondo uma pintura dos quatro continentes, Europa, América, Ásia e África. Cada continente é representado pela paisagem típica e animais (segundo a visão do próprio pintor sobre esses animais) e ainda por uma figura feminina. O arquitecto da Corte, Balthasar Neumann, teve que lutar contra as dificuldades relacionadas com os perigos de uma abóbada tão volumosa.
Contrariamente à abóbada, com as suas cores, as escadas e as paredes quase não têm decoração. Enquanto a abóbada é decorada em estilo Barroco, o resto da escadaria já é decorada no estilo que se seguiu, o Neoclássico.

#### A Galeria Branca

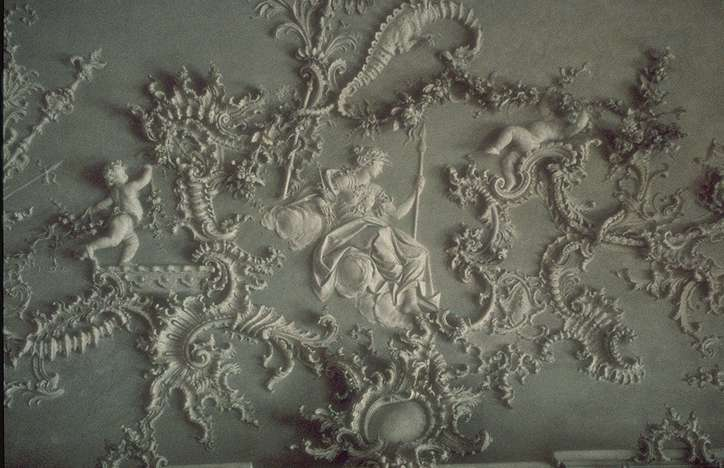
Detalhe dos trabalhos em estuque da Galeria Branca.

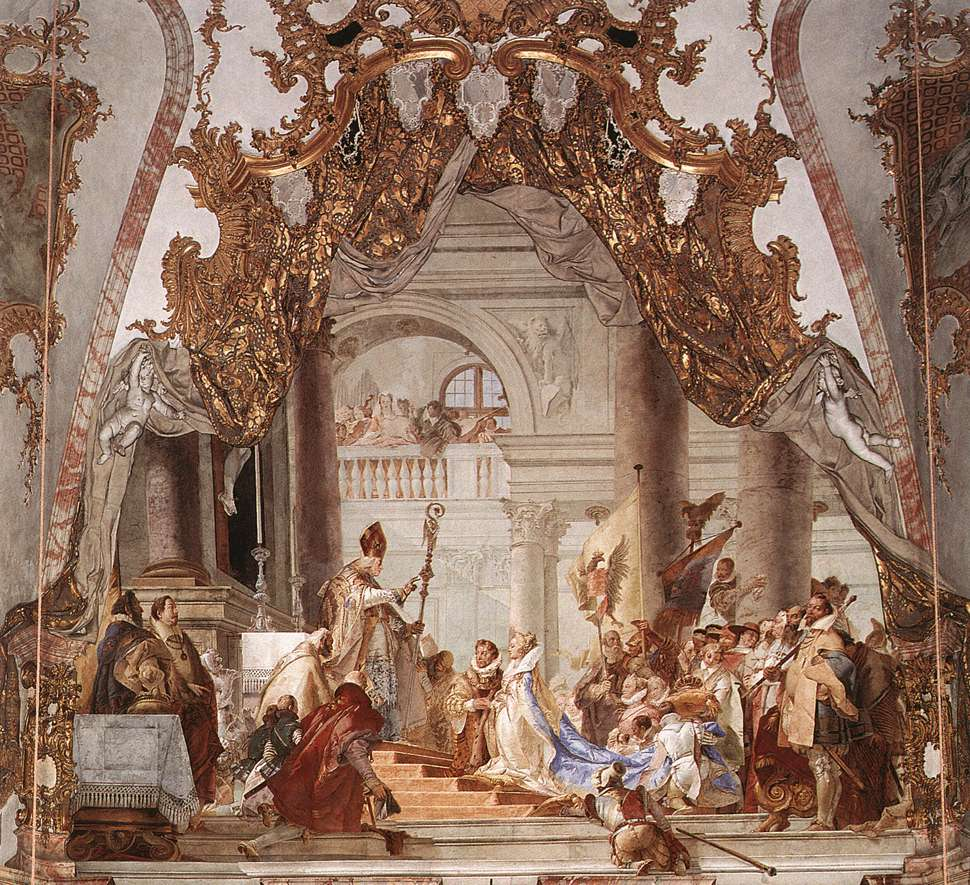
O casamento de Fredrick e Beatrix.

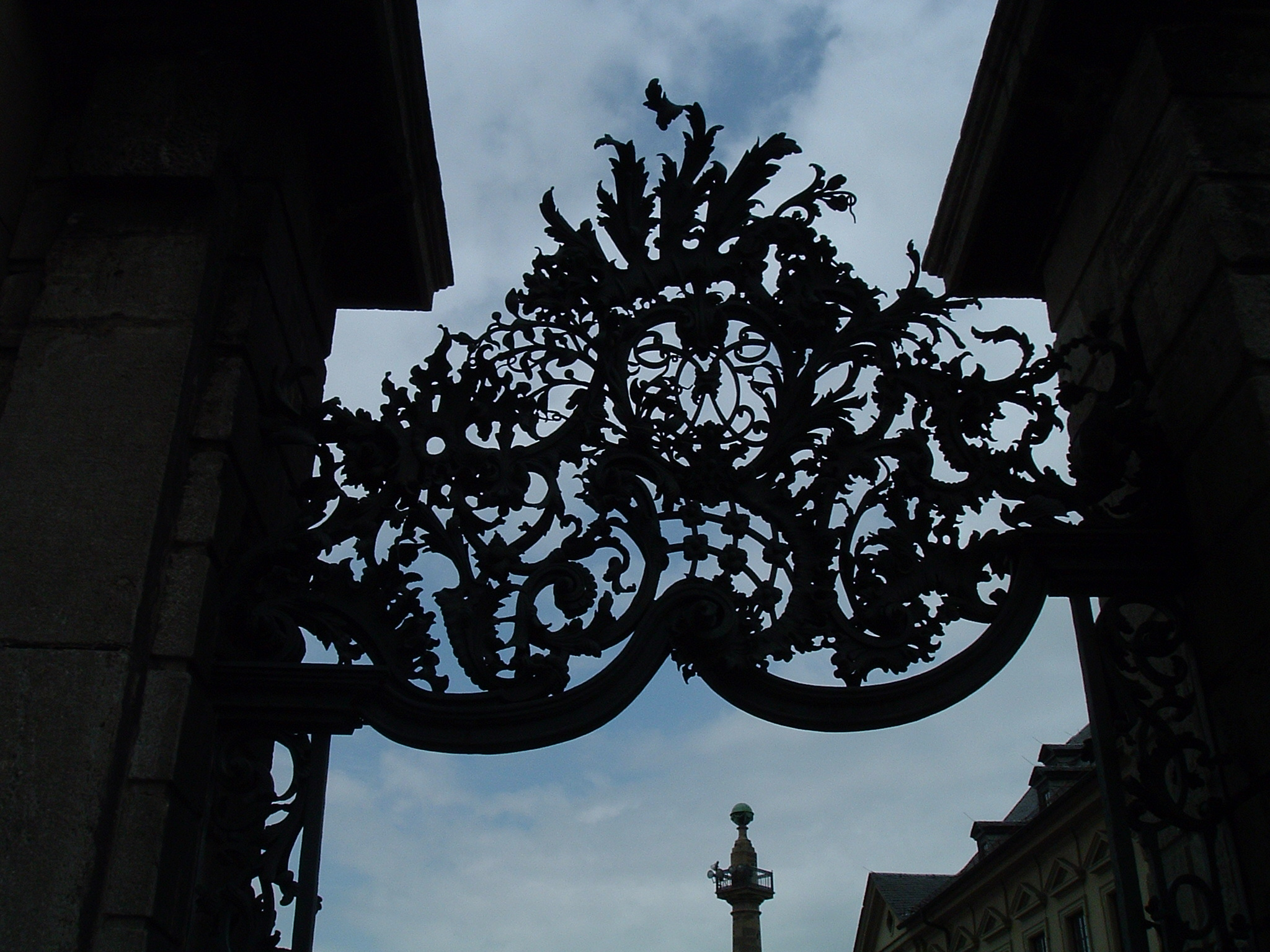
Detalhe do gradeamento do Jardim da Corte.

A Galeria Branca, em estilo neoclássico, é dominada pelas decorações em estuque branco de Antonio Bossi. O estuque branco, trabalhado num contexto cinza, é composto por uma grande quantidade de rocailles, uma característica decorativa típica do Barroco, misturada com imagens de elementos reais, especialmente com propósitos militares.

#### A Galeria Imperial
As paredes da Galeria Imperial consistem em trabalhos de estuque, em forma de mármore, com sombras de encarnado, branco e amarelo. A cúpula, pintada em cor branca, é decorada com trabalhos em estuque dourado e pinturas de Giovanni Battista Tiepolo, mostrando a história da diocese de Würzburg. Uma pintura exibe o casamento do Imperador Frederico I da Germânia (1122-1190) com a Princesa Beatrix da Borgonha, consagrado pelo Bispo de Würzburg. A pintura oposta mostra o Imperador Frederico II da Germânia (1194-1250)nomeando o Bispo de Würzburg como Duque da Francónia.
No alto da cúpula, uma pintura mostra Beatrix, esforçando-se por chegar a Frederico II, o qual está acompanhado pelo Bispo de Würzburg.

#### Os apartamentos norte e sul
O impacto de ambos os apartamentos é gerado por uma sequência de salas, sendo cada uma delas mais decorada que a precedente.
A sala mais decorada do Apartamento Sul é o Gabinete dos Espelhos. As suas paredes estão totalmente cobertas por painéis de espelhos, decorados por trás, utilizando pinturas ou desenhos gravados em terra dourada e logo sustentados por pintura escura polida. Todas as pinturas e desenhos exibem cenas orientais, especialmente chinesas.
O destaque do Apartamento do Norte vai para a Sala Lacada de Verde. As suas paredes estão decoradas com várias camadas de tinta, o que origina uma cor verde metálica, e adornadas com pinturas e ornamentos dourados.

#### A capela da corte (Hofkirche)
A capela da corte (Hofkirche) é uma realização exemplar do estilo Barroco sacro na Alemanha. O desenho interior é dominado pelas paredes curvas e por três cúpulas ovais abobadadas.

### O jardim da corte
A Würzburger Residenz foi construída dentro da cidade fortificada. Por esse motivo, o jardim também teve que ser planeado dentro das fortificações. A solução incluiu a utilização de dois bastiões das muralhas da cidade, usando a sua diferença de alturas para criar uma paisagem muito especial. De Este para Oeste existe uma elevação do terreno até que o nível da muralha seja atingido.
Próximo do próprio palácio, o desenho assume um desenho muito formal em estilo Barroco. Mais afastado do edifício, o estilo muda para um jardim inglês, com pequenas florestas e prados.

## Ligações externas

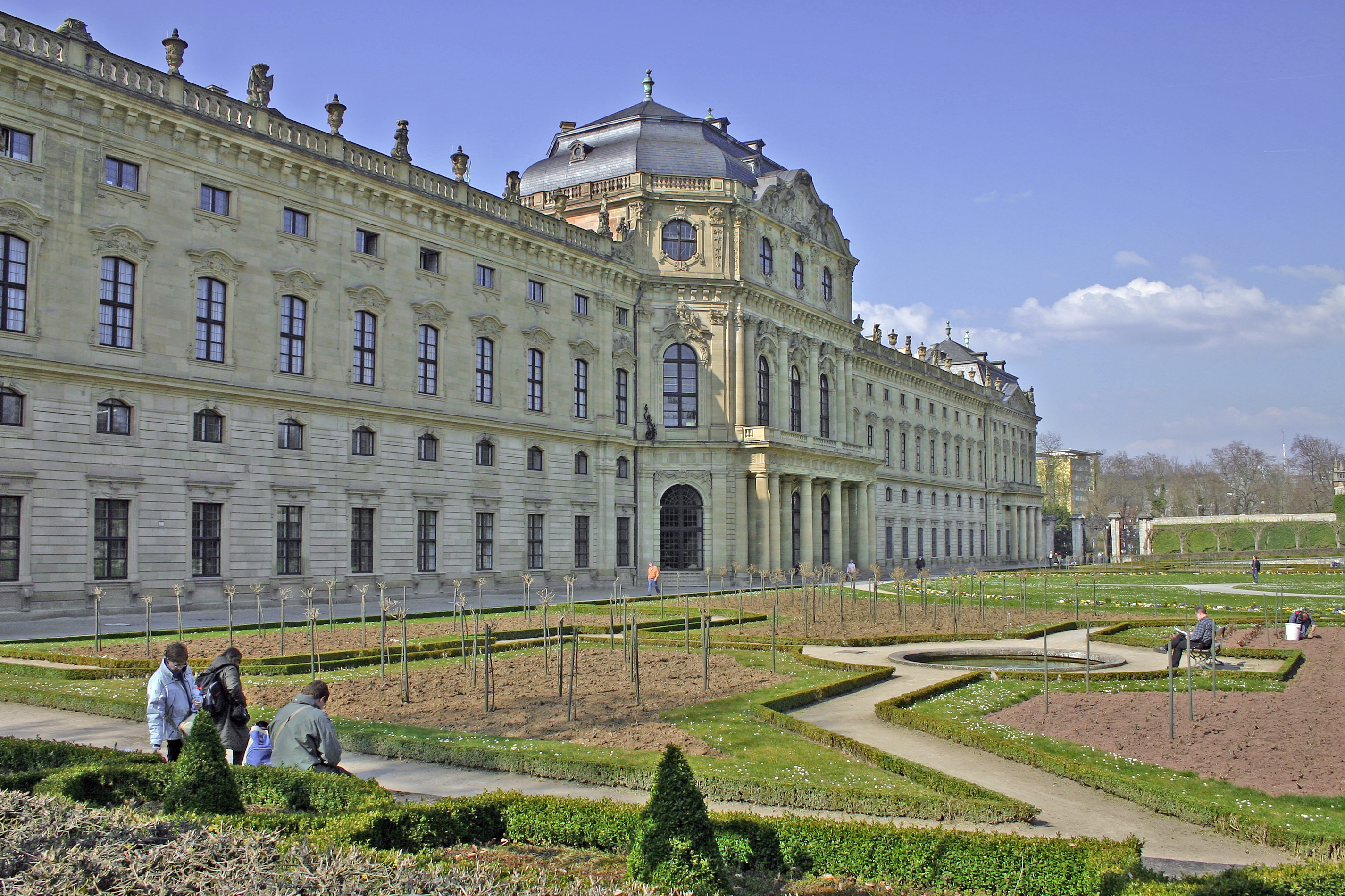
A Würzburger Residenz vista a partir do Jardim da Corte.